# ویلیام کالن براینت
ویلیام کالن براینت (به انگلیسی: William Cullen Bryant) (زادهٔ ۳ نوامبر ۱۷۹۴ – درگذشتهٔ ۱۲ ژوئن ۱۸۷۸)، شاعر آمریکایی سدهٔ نوزده میلادی بود.
وی اهل ماساچوست بود و در سن ۱۴ سالی نخستین شعر خود را منتشر ساخت.